# باركنسونية لاشوكية
باركنسونية لاشوكية (الاسم العلمي:Parkinsonia anacantha) هي نوع من النباتات يتبع جنس الباركنسونية من الفصيلة البقولية.